# كلاوس بيرنس
كلاوس بيرنس (بالألمانية: Klaus Behrens)‏ هو مجدف ألماني، ولد في 3 أغسطس 1941 في راتسهبورغ في ألمانيا.

## وصلات خارجية
- كلاوس بيرنس على موقع الاتحاد الدولي للتجديف (الإنجليزية)
- كلاوس بيرنس على موقع اللجنة الأولمبية الدولية (الإنجليزية)
- كلاوس بيرنس على موقع أوليمبيديا (الإنجليزية)